# Olaf Zinke
Olaf Zinke (n. 9 octombrie 1966, Bad Muskau, Saxonia, Germania) este un patinator de viteză ce a reprezentat Germania, medaliat olimpic. A participat la 2 ediții ale Jocurilor Olimpice (1992, 1994) în care a câștigat o medalie de aur.